# Rivière Ha! Ha!
Cet article concerne la rivière de Saguenay–Lac-Saint-Jean. Pour la rivière de Gros-Mécatina, voir Rivière Ha! Ha! (Gros-Mécatina).
Pour les articles homonymes, voir Ha! Ha!.
La rivière Ha! Ha! (de ha-ha, obstacle inattendu sur un chemin) est un cours d'eau québécois de la région du Saguenay-Lac-Saint-Jean.
Son cours est entièrement situé au Saguenay-Lac-Saint-Jean. Elle est partagée entre la MRC du Fjord-du-Saguenay (en traversant la municipalité de Ferland-et-Boilleau) et l'arrondissement La Baie de la ville de Saguenay.
La rivière Ha! Ha! fut durement touchée lors du déluge du Saguenay à l'été 1996.
La partie sud du petit lac Ha! Ha! est desservie par la route 381 jusqu'au pont qui démarque le petit lac Ha! Ha! et le lac Ha! Ha!. Ce pont enjambe le plan d'eau à la hauteur de la presqu'île rattachée à la rive Nord, puis se dirige vers le nord-ouest en desservant la partie nord-ouest du lac et la partie inférieure de la vallée de la rivière Ha! Ha!.
La foresterie constitue la principale activité économique du secteur ; les activités récréotouristiques, en second ; l'agriculture se pratique autour du segment inférieur de la rivière jusqu'en zone urbaine (secteur Grande-Baie).
La surface de la rivière Ha! Ha! est habituellement gelée du début de décembre à la fin mars, toutefois la circulation sécuritaire sur la glace se fait généralement de la mi-décembre à la mi-mars.

## Toponymie
Le terme « Ha! Ha! » ne relèverait pas de l'onomatopée mais plutôt d'une dérivation du terme français ha-ha qui signifie obstacle inattendu sur un chemin.
Au Saguenay-Lac-Saint-Jean, certains lieux utilisent également cette expression dans leur toponymie :
- la Baie des Ha! Ha! ;
- le Lac Ha! Ha! ;
- le Petit lac Ha! Ha!

## Géographie
Les principaux bassins versants voisins de  la rivière Ha! Ha! sont :
- côté nord : baie des Ha! Ha!, rivière Saguenay ;
- côté est : lac Huard, rivière Huard, rivière des Cèdres, lac Brébeuf, lac Éternité, rivière à la Catin, rivière Malbaie ;
- côté sud : rivière du Chemin des Canots, rivière Porc-Épic ;
- côté ouest : rivière à Pierre, rivière à Mars, rivière à Mars Nord.

La rivière Ha! Ha! prend sa source lac Hunt à une altitude de 930 m dans la réserve faunique des Laurentides. Cette source est située à :
- 0,7 km au nord-est d'une courbe de la rivière du Chemin des Canots ;
- 4,6 km au nord-est d'une courbe de la rivière à Mars ;
- 6,2 km à l'ouest du cours de la rivière Malbaie ;
- 14,1 km au sud-ouest du lac des Martres ;
- 18,6 km au sud-est de la confluence de la rivière Ha! Ha! et du lac Ha! Ha! ;
- 53 km au sud-est de la confluence de la rivière Ha! Ha! et de la baie des Ha! Ha!

### Cours
À partir de sa source, le cours de la rivière Ha! Ha! coule sur 66 km selon les segments suivants :
Cours supérieur de la rivière Ha! Ha! (segment de 29 km)
- 8,2 km vers le nord en formant un crochet vers l'est en début de segment jusqu'à la décharge (venant de l'est) du lac Ménard ;
- 4,2 km vers le nord en formant quelques serpentins en début de segments dans une vallée encaissée, jusqu'à la décharge (venant de l'ouest) du lac des Loups-Cerviers et du petit lac des Loups-Cerviers ;
- 8,8 km vers le nord dans une vallée encaissée en recueillant la décharge (venant de l'est) du lac Arconet et la décharge (venant de l'ouest) des lacs Globule et Ratoulle, en traversant le lac Vipère et en formant un crochet de 0,4 km vers l'ouest en fin de segment, jusqu'à la décharge (venant de l'ouest) du lac Cinto ;
- 5,4 km vers le nord jusqu'à la rive sud du lac Ha! Ha! (au bout d'une petite presqu'île) ;
- 6,6 km vers le nord-ouest en traversant le lac Ha! Ha! (longueur : 7,0 km ; largeur : 1,4 km ; altitude : 379 m) jusqu'au barrage à son embouchure.

Cours inférieur de la rivière Ha! Ha! (segment de 38,9 km)
À partir de la digue du lac Ha! Ha! à 379 mètres d'altitude, dans la localité de Boileau et le cours de la rivière longe la route 381, selon les segments suivants :
- 0,8 km vers le nord-est en traversant plusieurs rapides et en coupant la route 381 jusqu'à un coude de rivière, correspondant à la confluence du deuxième émissaire du lac Ha! Ha! et à une île ;
- 9,0 km vers le nord en recueillant quatre ruisseaux (venant de l'ouest) dont la décharge du lac à Louis-Potvin, ainsi qu'en passant devant les villages de Boilleau et de Ferland-et-Boilleau, et en traversant le lac à Bélanger, jusqu'à la confluence de la rivière Huard (venant du sud-est) ;
- 15,8 km vers le nord en recueillant la décharge (venant de l'est) des lacs Castor, de la Belle Truite et le Petit lac ; la décharge (venant du sud-ouest) du lac Edgar ; la décharge (venant du sud-est) du lac Grand-Mère, du lac Grand-Père et du lac à Méridé ; la décharge (venant du sud-est) des lacs Brûlé et à Patrick ; le cours d'eau des Bergeron (venant du sud-ouest) ; la décharge (venant de l'est) du lac de la Tour, jusqu'à la confluence de la rivière des Cèdres (venant de l'est) ;
- 1,5 km vers le nord-ouest jusqu'à la décharge du bras d'Hamel (venant du sud-ouest) ;
- 7,2 km vers le nord-ouest en recueillant la décharge (venant de l'est) du lac Bergeron et en traversant les chutes à Gamelin, jusqu'à un coude de rivière ;
- 4,6 km vers le nord-est en traversant une zone agricole, en recueillant le ruisseau le Savanier (venant du sud-ouest), en passant sous un pont ferroviaire, puis en traversant le secteur La Baie de la ville de Saguenay, jusqu'à son embouchure.

La rivière Ha! Ha! se déverse sur la rive sud-ouest de la baie des Ha! Ha! à la limite des secteurs Port-Alfred et Bagotville de la ville de Saguenay (ville). Cette embouchure est située à :
- 9,9 km au sud-ouest de l'entrée de la baie des Ha! Ha! ;
- 17,2 km au sud-est du centre-ville de Saguenay (ville) ;
- 73,3 km de l'embouchure du lac Saint-Jean (via l'émissaire de la Grande Décharge) ;
- 87,4 km à l'ouest de la confluence de la rivière Saguenay et du fleuve Saint-Laurent.

À partir de la confluence de la rivière Ha! Ha!, le courant traverse  Baie des Ha! Ha! la baie des Ha! Ha! sur 11,0 km vers le nord-est, puis suit le cours de la rivière Saguenay sur 99,5 km vers l’est jusqu’à Tadoussac où il conflue avec l’estuaire du Saint-Laurent.